# Never Ending Tour 2006
Never Ending Tour 2006 es el decimonoveno año del Never Ending Tour, una gira musical del músico estadounidense Bob Dylan realizada de forma casi ininterrumpida desde el 7 de junio de 1988.

## Trasfondo
El decimonoveno año de la gira Never Ending Tour comenzó con un concierto en el Reno Events Center de Reno (Nevada). La primera etapa norteamericana concluyó, después de veintinueve conciertos en los Estados Unidos, el 10 de mayo en Hollywood (California). 
A continuación, Dylan ofreció una etapa europea que comenzó el 24 de junio en Kilkenny, Irlanda, y terminó el 20 de julio en Cosenza, Italia. Durante la etapa, Dylan tocó en varios festivales, incluyendo el Live at the Marquee de Cork y el Roskilde Festival de Dinamarca. Dylan también ofreció su único concierto del año en Inglaterra en Bournemouth.
Tras completar su etapa europea, Dylan volvió a los Estados Unidos para ofrecer 21 conciertos en estadios de béisbol del país, a excepción de uno en el Bryce Jordan Center de University Park (Pennsylvania). Durante la etapa, Dylan también ofreció un concierto privado en el Genentech Campus de la Universidad de California. 
A continuación, durante el otoño, Dylan volvió a ofrecer una etapa norteamericana con 24 conciertos en los Estados Unidos y cinco en Canadá. La etapa, y con ello la gira de 2006, finalizó el 20 de noviembre en Nueva York tras un total de 99 conciertos durante todo el año.

## Conciertos
| Fecha                    | Ciudad           | País           | Escenario                        |
| ------------------------ | ---------------- | -------------- | -------------------------------- |
| Norteamérica (1ª etapa)  |                  |                |                                  |
| 1 de abril de 2006       | Reno             | Estados Unidos | Reno Events Center               |
| 3 de abril de 2006       | Stockton         | Estados Unidos | Stockton Arena                   |
| 4 de abril de 2006       | Santa Rosa       | Estados Unidos | J. T. Grace Pavilion             |
| 5 de abril de 2006       | Bakersfield      | Estados Unidos | Rabobank Arena                   |
| 7 de abril de 2006       | Paradise         | Estados Unidos | Theatre for the Performing Arts  |
| 8 de abril de 2006       | Sun City West    | Estados Unidos | Maricopa County Events Center    |
| 10 de abril de 2006      | Tucson           | Estados Unidos | Tucson Convention Center         |
| 11 de abril de 2006      | Albuquerque      | Estados Unidos | Tingley Coliseum                 |
| 12 de abril de 2006      | El Paso          | Estados Unidos | Don Haskins Center               |
| 14 de abril de 2006      | San Antonio      | Estados Unidos | Municipal Auditorium             |
| 15 de abril de 2006      | Grand Prairie    | Estados Unidos | Verizon Theater                  |
| 17 de abril de 2006      | Kansas City      | Estados Unidos | Midland Theatre                  |
| 18 de abril de 2006      | Kansas City      | Estados Unidos | Midland Theatre                  |
| 20 de abril de 2006      | St. Louis        | Estados Unidos | Fox Theatre                      |
| 21 de abril de 2006      | Des Moines       | Estados Unidos | Val Air Ballroom                 |
| 22 de abril de 2006      | Springfield      | Estados Unidos | Shrine Auditorium                |
| 24 de abril de 2006      | Memphis          | Estados Unidos | Orpheum Theater                  |
| 25 de abril de 2006      | Memphis          | Estados Unidos | Orpheum Theater                  |
| 28 de abril de 2006      | New Orleans      | Estados Unidos | Fair Grounds Race Course         |
| 29 de abril de 2006      | Jackson          | Estados Unidos | Mississippi Coliseum             |
| 30 de abril de 2006      | Birmingham       | Estados Unidos | Birmingham–Jefferson Arena       |
| 2 de mayo de 2006        | Davidson         | Estados Unidos | John M. Belk Arena               |
| 4 de mayo de 2006        | Knoxville        | Estados Unidos | Tennessee Theatre                |
| 5 de mayo de 2006        | Atlanta          | Estados Unidos | Chastain Park Amphitheatre       |
| 6 de mayo de 2006        | Asheville        | Estados Unidos | Asheville Civic Center           |
| 7 de mayo de 2006        | Savannah         | Estados Unidos | Savannah Civic Center            |
| 8 de mayo de 2006        | Orlando          | Estados Unidos | TD Waterhouse Centre             |
| 9 de mayo de 2006        | Tampa            | Estados Unidos | USF Sun Dome                     |
| 10 de mayo de 2006       | Hollywood        | Estados Unidos | Hard Rock Live                   |
| Europa                   |                  |                |                                  |
| 24 de junio de 2006      | Kilkenny         | Irlanda        | Nowlan Park                      |
| 25 de junio de 2006      | Cork             | Irlanda        | The Docklands                    |
| 27 de junio de 2006      | Cardiff          | Gales          | Cardiff International Arena      |
| 28 de junio de 2006      | Bournemouth      | Inglaterra     | Bournemouth International Centre |
| 30 de junio de 2006      | Roskilde         | Dinamarca      | Roskilde Dyrskueplads            |
| 2 de julio de 2006       | Gelsenkirchen    | Alemania       | Amphitheatre                     |
| 3 de julio de 2006       | Lille            | Francia        | Zénith de Lille Grand Palais     |
| 4 de julio de 2006       | Clermont-Ferrand | Francia        | Zénith d'Auvergne                |
| 6 de julio de 2006       | Cap Roig         | España         | Jardins De Cap Roig              |
| 7 de julio de 2006       | Valencia         | España         | Jardines De Viveros              |
| 8 de julio de 2006       | Villalba         | España         | Campo De Fútbol Municipal        |
| 9 de julio de 2006       | Valladolid       | España         | Pabellón Polideportivo Pisuerga  |
| 10 de julio de 2006      | San Sebastián    | España         | Playa De La Zurriola             |
| 12 de julio de 2006      | Perpiñán         | Francia        | Campo Santo                      |
| 13 de julio de 2006      | Le Cannet        | Francia        | La Palestre                      |
| 15 de julio de 2006      | Pistoia          | Italia         | Piazza Duomo                     |
| 16 de julio de 2006      | Roma             | Italia         | Auditorium Parco della Musica    |
| 17 de julio de 2006      | Paestum          | Italia         | Teatro dei Templi                |
| 19 de julio de 2006      | Foggia           | Italia         | Teatro Mediterráneo              |
| 20 de julio de 2006      | Cosenza          | Italia         | Stadio San Vito                  |
| Norteamérica (2ª etapa)  |                  |                |                                  |
| 12 de agosto de 2006     | Comstock Park    | Estados Unidos | Fifth Third Ballpark             |
| 13 de agosto de 2006     | Columbus         | Estados Unidos | Cooper Stadium                   |
| 15 de agosto de 2006     | Lexington        | Estados Unidos | Applebee's Park                  |
| 17 de agosto de 2006     | Augusta          | Estados Unidos | Lake Olmstead Stadium            |
| 18 de agosto de 2006     | Winston-Salem    | Estados Unidos | Ernie Shore Field                |
| 19 de agosto de 2006     | Frederick        | Estados Unidos | Harry Grove Stadium              |
| 20 de agosto de 2006     | Washington       | Estados Unidos | Falconi Field                    |
| 23 de agosto de 2006     | Reading          | Estados Unidos | FirstEnergy Stadium              |
| 24 de agosto de 2006     | Pawtucket        | Estados Unidos | McCoy Stadium                    |
| 26 de agosto de 2006     | Pittsfield       | Estados Unidos | Wahconah Park                    |
| 27 de agosto de 2006     | Manchester       | Estados Unidos | Northeast Delta Dental Stadium   |
| 29 de agosto de 2006     | New Britain      | Estados Unidos | New Britain Stadium              |
| 30 de agosto de 2006     | Rochester        | Estados Unidos | Frontier Field                   |
| 1 de septiembre de 2006  | Fishkill         | Estados Unidos | Dutchess Stadium                 |
| 2 de septiembre de 2006  | Cooperstown      | Estados Unidos | Doubleday Field                  |
| 3 de septiembre de 2006  | University Park  | Estados Unidos | Bryce Jordan Center              |
| 5 de septiembre de 2006  | Fort Wayne       | Estados Unidos | Memorial Stadium                 |
| 7 de septiembre de 2006  | Rochester        | Estados Unidos | Mayo Field                       |
| 8 de septiembre de 2006  | Sioux Falls      | Estados Unidos | Howard Wood Field                |
| 9 de septiembre de 2006  | Fargo            | Estados Unidos | Newman Outdoor Field             |
| 10 de septiembre de 2006 | San Francisco    | Estados Unidos | Genentech Campus                 |
| Norteamérica (3ª etapa)  |                  |                |                                  |
| 11 de octubre de 2006    | Vancouver        | Canadá         | Pacific Coliseum                 |
| 13 de octubre de 2006    | Seattle          | Estados Unidos | KeyArena                         |
| 14 de octubre de 2006    | Portland         | Estados Unidos | Portland Memorial Coliseum       |
| 16 de octubre de 2006    | San Francisco    | Estados Unidos | San Francisco Civic Auditorium   |
| 17 de octubre de 2006    | San Francisco    | Estados Unidos | San Francisco Civic Auditorium   |
| 18 de octubre de 2006    | Sacramento       | Estados Unidos | ARCO Arena                       |
| 20 de octubre de 2006    | Inglewood        | Estados Unidos | The Forum                        |
| 21 de octubre de 2006    | Long Beach       | Estados Unidos | Long Beach Arena                 |
| 22 de octubre de 2006    | San Diego        | Estados Unidos | Cox Arena                        |
| 24 de octubre de 2006    | Denver           | Estados Unidos | Fillmore Auditorium              |
| 25 de octubre de 2006    | Lincoln          | Estados Unidos | Pershing Auditorium              |
| 27 de octubre de 2006    | Hoffman Estates  | Estados Unidos | Sears Centre                     |
| 28 de octubre de 2006    | Hoffman Estates  | Estados Unidos | Sears Centre                     |
| 29 de octubre de 2006    | Saint Paul       | Estados Unidos | Xcel Energy Center               |
| 31 de octubre de 2006    | Madison          | Estados Unidos | Kohl Center                      |
| 2 de noviembre de 2006   | Auburn Hills     | Estados Unidos | The Palace of Auburn Hills       |
| 3 de noviembre de 2006   | London           | Canadá         | John Labatt Centre               |
| 5 de noviembre de 2006   | Ottawa           | Canadá         | Scotiabank Place                 |
| 7 de noviembre de 2006   | Toronto          | Canadá         | Air Canada Centre                |
| 8 de noviembre de 2006   | Montreal         | Canadá         | Bell Centre                      |
| 9 de noviembre de 2006   | Portland         | Estadps Unidos | Cumberland County Civic Center   |
| 11 de noviembre de 2006  | Boston           | Estadps Unidos | Agganis Arena                    |
| 12 de noviembre de 2006  | Boston           | Estadps Unidos | Agganis Arena                    |
| 13 de noviembre de 2006  | Uniondale        | Estadps Unidos | Nassau Coliseum                  |
| 15 de noviembre de 2006  | Amherst          | Estadps Unidos | Mullins Center                   |
| 16 de noviembre de 2006  | East Rutherford  | Estadps Unidos | Continental Airlines Arena       |
| 17 de noviembre de 2006  | Fairfax          | Estadps Unidos | Patriot Center                   |
| 18 de noviembre de 2006  | Filadelfia       | Estadps Unidos | Wachovia Spectrum                |
| 20 de noviembre de 2006  | Nueva York       | Estadps Unidos | New York City Center             |